# Polyommatus battenfeldi
Polyommatus battenfeldi är en fjärilsart som beskrevs av Rose och Klaus G. Schurian 1977. Polyommatus battenfeldi ingår i släktet Polyommatus och familjen juvelvingar. Inga underarter finns listade i Catalogue of Life.